# Горнозаводский район
Горнозаво́дский райо́н — административный район в Пермском крае России. На территории района образован Горнозаводский муниципальный округ. Административный центр — город Горнозаводск.

## География
Расположен в восточной части края. Район имеет границы с административными территориями городов краевого значения: Кизел, Гремячинск, Чусовой и Лысьва, а также со Свердловской областью. В рамках организации местного самоуправления городской округ граничит с Кизеловским, Чусовским и Лысьвенским городскими и Губахинским муниципальным округами Пермского края. Площадь территории — 7065,28 км², что составляет 4,4 % от общей площади Пермского края.
Район расположен в западных предгорьях и собственно горах Среднего Урала. В рельефе восточной части района преобладают низкогорья, образующие два горных массива: западный (обособленные горные поднятия) и восточный (пологосклонные увалистые кряжи, разделённые седловинами, до 600 м высотой в верховье Усьвы). В западной части увалистый и холмистый рельеф, приобретающий формы «гор» в местах глубокого врезания речных долин. Территория закарстована. Минеральные ресурсы: кварциты, мрамор, огнеупорные глины, стекольные пески, хромитовые руды (крупнейшее в стране Сарановское месторождение), железные руды, золото. Имеется единственное в стране месторождение уваровита — ювелирного изумрудно-зелёного граната. Климатические условия становятся более суровыми при движении с юго-запада на северо-восток: увеличиваются количество осадков, влажность воздуха; среднегодовая температура воздуха уменьшается.
По территории протекают реки Вильва, Вижай, Койва, Усьва (верхнее течение). Немаловажную роль в водоснабжении играют подземные воды.
Почвы — горно-лесные. В растительном покрове преобладает темнохвойная тайга. На севере района расположена часть заповедника Басеги. Заповедник выполняет функции эталона природы горной среднетаёжной части Западного Урала. Представлены три вертикальных ландшафтных пояса — горно-тундровый (альпийский), подгольцовый (субальпийский) и горно-лесной. Редкие виды растений: шиверекия горная (Красная книга СССР), пион уклоняющийся, родиола розовая, родиола иремельская. В районе расположен заказник «Вороновский», геологические памятники — Пашийская пещера, Соколья гора, Арка Теремок, ботанические резерваты, ландшафтные памятники и другие.

## История
Освоение в XVI веке выходцами из Руси территорий, лежащих по обе стороны реки Чусовой и переданных в вечное владение Строганову, не затронуло территорию современного Горнозаводского района. Широкое освоение края началось с начала XVII века, когда в районе рек Койвы и Вижая были открыты железные руды. В 1751 году строится Кусье-Александровский, в 1785 году — Архангело-Пашийский завод, в 1786—1789 годах — Бисерский металлургические заводы. Новый этап хозяйственного освоения края связан с окончанием строительства дороги Пермь—Екатеринбург в 1879 году. В 1834 году пущен Теплогорский чугунолитейный завод. В первой половине XX века многие предприятия металлургии были закрыты или переспециализированы. В то же время начинается интенсивное использование нерудных минеральных и лесных ресурсов. С первым связано строительство цементного завода и города Горнозаводска.
4 ноября 1965 года Указом Президиума Верховного Совета РСФСР рабочий посёлок Новопашийский был преобразован в город районного подчинения с присвоением ему наименования город Горнозаводск. Этим же указом из восточной части территории, подчинявшейся Чусовскому горсовету, и был образован Горнозаводский район с центром в городе Горнозаводске.
К 1 января 1981 года Горнозаводский район включал 1 город районного значения, 8 рабочих посёлков и 1 сельсовет (Среднеусьвинский). Горсовету подчинялись два посёлка станции, поссоветам подчинялись 11 сельских населённых пунктов, а сельсовет включал один одноимённый посёлок.

## Население
| 1970    | 1979    | 1989    | 2000    | 2002    | 2005    | 2006    | 2007    | 2008    |
| ------- | ------- | ------- | ------- | ------- | ------- | ------- | ------- | ------- |
| 43 923  | ↘38 930 | ↘38 004 | ↘31 170 | ↘30 172 | ↘29 402 | ↘28 800 | ↘28 600 | ↘27 885 |
| 2009    | 2010    | 2011    | 2012    | 2013    | 2014    | 2015    | 2016    | 2017    |
| ↘27 471 | ↘26 044 | ↘25 939 | ↘25 549 | ↘25 224 | ↘24 939 | ↘24 601 | ↘24 334 | ↘23 984 |
| 2018    | 2019    | 2020    | 2021    | 2023    |         |         |         |         |
| ↘23 634 | ↘23 262 | ↘22 889 | ↘22 604 | ↘22 067 |         |         |         |         |

Основная часть населённых пунктов в районе находится вдоль железной дороги Пермь — Нижний Тагил и на всём протяжении р. Койвы. Плотность населения — 5,1 чел. на 1 км². Для последних 5 лет характерно значительное снижение естественного прироста. Тенденция превышения выезда над въездом, характерная для второй половины 1980-х гг., сменилась обратной. По переписи 1989 года в числе жителей преобладают: русские (85,7 %), второе место по численности принадлежит татарам (5,6 %). В районе проживают также украинцы, белорусы, башкиры и пр. Процент женского населения составляет 51,6. Доля трудоспособного населения — 55,1 %; более 35 % занято в промышленности (около 39 % — в лесной; около 32 % — в стройиндустрии).

### Урбанизация
Городское население (город Горнозаводск и 9 рабочих посёлков) составляет 95,2 % от всего населения района.

## Населённые пункты
В Горнозаводском районе 19 населённых пунктов: 10 городских (1 город и 9 рабочих посёлков) и 9 сельских.
| №  | Населённый пункт      | Тип             | Население | Бывшее поселение                         |
| -- | --------------------- | --------------- | --------- | ---------------------------------------- |
| 1  | Горнозаводск          | город           | ↘10 890   | Горнозаводское городское поселение       |
| 2  | Бисер                 | рабочий посёлок | ↘608      | Бисерское сельское поселение             |
| 3  | Вижай                 | посёлок станции | 207       | Горнозаводское городское поселение       |
| 4  | Вильва                | посёлок         | ↘243      | Пашийское сельское поселение             |
| 5  | Европейская           | посёлок станции | 25        | межселенная территория                   |
| 6  | Койва                 | посёлок станции | 302       | Горнозаводское городское поселение       |
| 7  | Кусье-Александровский | рабочий посёлок | ↘1510     | Кусье-Александровское сельское поселение |
| 8  | Лаки                  | посёлок станции | 4         | межселенная территория                   |
| 9  | Медведка              | рабочий посёлок | ↘272      | Медведкинское сельское поселение         |
| 10 | Нововильвенский       | рабочий посёлок | ↘30       | Медведкинское сельское поселение         |
| 11 | Пашия                 | рабочий посёлок | ↘3400     | Пашийское сельское поселение             |
| 12 | Промысла              | рабочий посёлок | ↘383      | Теплогорское сельское поселение          |
| 13 | Сараны                | рабочий посёлок | ↘868      | Сарановское сельское поселение           |
| 14 | Средняя Усьва         | посёлок         | ↘431      | Медведкинское сельское поселение         |
| 15 | Старый Бисер          | рабочий посёлок | ↘328      | Бисерское сельское поселение             |
| 16 | Тёплая Гора           | рабочий посёлок | ↘2719     | Теплогорское сельское поселение          |
| 17 | Усть-Койва            | посёлок         | 18        | межселенная территория                   |
| 18 | Усть-Тискос           | посёлок станции | 13        | межселенная территория                   |
| 19 | Усть-Тырым            | посёлок         | 61        | межселенная территория                   |

Упразднённые населённые пункты
- 2001 год — посёлки Багул и Прогарочный[24].

По состоянию на 1 января 1981 года на территории Горнозаводского района находилось всего 23 населённых пункта, в том числе 1 город, 8 рабочих посёлков и 14 сельских населённых пунктов.

## Муниципальное устройство
В рамках организации местного самоуправления на территории района образован Горнозаводский муниципальный округ (с 2004 до 2018 — Горнозаводский муниципальный район; с 2018 по 2025 — Горнозаводский городской округ).
С 2004 до 2018 год в состав существовавшего в этот период муниципального района входили 7 муниципальных образований: 1 городское и 6 сельских поселений, а также межселенная территория без какого-либо статуса муниципального образования:
| №        | Наименование                             | Административный центр                | Количество населённых пунктов | Население (чел.) | Площадь (км²) |
| -------- | ---------------------------------------- | ------------------------------------- | ----------------------------- | ---------------- | ------------- |
| 1        | Горнозаводское городское поселение       | город Горнозаводск                    | 3                             | ↘11 789          | 17,09         |
| 2        | Бисерское сельское поселение             | рабочий посёлок Бисер                 | 2                             | ↘1052            | 21,04         |
| 3        | Кусье-Александровское сельское поселение | рабочий посёлок Кусье-Александровский | 1                             | ↘1933            | 8,67          |
| 4        | Медведкинское сельское поселение         | рабочий посёлок Медведка              | 3                             | ↘768             | 6,14          |
| 5        | Пашийское сельское поселение             | рабочий посёлок Пашия                 | 2                             | ↘3812            | 9,77          |
| 6        | Сарановское сельское поселение           | рабочий посёлок Сараны                | 1                             | ↘975             | 6,11          |
| 7        | Теплогорское сельское поселение          | рабочий посёлок Тёплая Гора           | 2                             | ↘3224            | 17,12         |
| 7.000001 | межселенная территория                   |                                       | 5                             |                  |               |

В 2018 году Горнозаводское городское поселение преобразовано в Горнозаводский городской округ, в который впоследствии вошли все остальные сельские поселения бывшего Горнозаводского муниципального района. С 1 января 2025 года городской округ был преобразован в муниципальный.

## Экономика
Ведущие отрасли хозяйства района: промышленность по производству стройматериалов, лесная промышленность, машиностроение и металлообработка, металлургия. Для промышленности района в последние годы характерно падение уровня производства.
Промышленность стройматериалов, занимающая ведущее место в структуре хозяйства района, представлена известным в стране АО «Горнозаводскцемент», расположенном в центре, и металлургическо-цементным заводом в п. Пашия, специализирующемся на производстве передельного чугуна, различных марок цемента: быстросхватывающегося, твердеющего под водой, жаропрочного. Основной продукцией шахты «Рудная», предприятия горнодобывающей промышленности в посёлке Сараны, являются руда и концентраты хрома. Литейномеханический завод в Тёплой Горе производит сантехническое оборудование. В настоящее время не работает.
Лесовосстановление и охрана лесов в районе производится только на бумаге. Из-за неблагоприятных природных условий на территории района не расположено крупных сельскохозяйственных предприятий.
Предприятия промышленности стройматериалов, лесозаготовительные предприятия имеют наиболее обширные экономические связи с другими районами России, СНГ. С ними в значительной степени связано будущее района, но спелые лесонасаждения в районе на исходе.

## Транспорт
Основная транспортная магистраль района — железная дорога Пермь — Нижний Тагил. Электрифицированная, однопутная, имеющая регулярное пассажирское сообщение. Основные станции — Пашия, Бисер, Вижай, Тёплая Гора. От основной магистрали идут ведомственные железнодорожные ветки к посёлкам Сараны, Пашия, ветка до поселка Средняя Усьва разобрана в начале 90-х годов. Протяжённость автомобильных дорог с твёрдым покрытием составляет около 50 км. С завершением строительства автодороги с асфальтобетонным покрытием, идущей от автодороги Кунгур — Соликамск — Горнозаводск, район получил ещё один надёжный выход в другие районы края. Райцентр связан дорогами с асфальтобетонным покрытием с посёлками Пашия и Кусье-Александровский.

## Социальная сфера
По ряду показателей уровень развития социальной инфраструктуры выше средне краевого (обеспеченность жильём — 16,5 м² общей площади на чел.; обеспеченность местами в детских дошкольных учреждениях — 115,1 детей на 100 мест; обеспеченность торговой площадью — 292 м² на 1000 чел.; обеспеченность местами на предприятиях общественного питания — 89 на 1000 чел.). Ниже среднекраевого показатель обеспеченности местами в клубных учреждениях, объём реализации бытовых услуг населению, показатели среднемесячной зарплаты, производство товаров на душу населения, розничного товарооборота.
Система народного образования района включает 10 детских дошкольных учреждений, 13 общеобразовательных школ, 1 техникум. В 1991 году в районе действовало 18 киноустановок. В районе строятся: больница в посёлке Сараны, профилакторий в посёлке Тёплая Гора, школа в посёлке Нововильвенский.
На территории района протекает много рек, имеющих живописные долины и обладающих большими возможностями для рекреационного освоения. В районе п. Вильвы обнаружены лечебные грязи.

## Экология
В 1991 году в атмосферу района выброшено более 89 тыс. тонн загрязняющих веществ, сброшено в водоёмы более 3 тыс. м³ сточных вод, из них более 1 тыс. м³ без очистки. Основные источники загрязнения атмосферы и рек: АО «Горнозаводскцемент», металлургическо-цементный завод в п. Пашия, литейномеханический завод в п. Тёплая Гора, Теплогорский и Пашийский щебёночные карьеры. Рассеивающая способность атмосферы — низкая. Чрезвычайно интенсивно эксплуатируются лесные ресурсы.

## Археология
На правом берегу реки Кумыш, в 300 м от места её впадения в Чусовую, находится Кумышанская пещера, где обнаружен ряд археологических находок с датировками от палеолита до энеолита.